# 이사벨 페르난데스
마리아 이사벨 페르난데스 구티에레스(스페인어: María Isabel Fernández Gutiérrez, 1972년 2월 1일~)는 스페인의 유도 선수이다. 1996년 하계 올림픽에서 라이트급 동메달, 2000년 하계 올림픽 라이트급 금메달을 획득했다. 또한 1997년 세계 선수권 대회에서 금메달을 획득했고 유럽 선수권 대회에서 6번 우승했다. 